# 염승현
염승현(1986년 1월 26일 ~ )은 대한민국의 배우이다. 차승준이라는 이름으로 활동하기도 했다.

## 출연 작품

### 드라마
- 《사랑하고 싶다》 (SBS, 2006)
- 《비밀의 교정》 (EBS1, 2006) - 문승재 역
- 《거침없이 하이킥!》 (MBC, 2006-2007) - 염승현 역
- 《스파이 명월》 (KBS2, 2011) - 장한수 역